# Blaublättriger Schleimfuß
Der Blaublättrige oder Lilablättrige Schleimfuß (Cortinarius delibutus) ist ein Blätterpilz aus der Familie der Schleierlingsverwandten (Cortinariaceae). Der mittelgroße Schleierling hat einen schleimigen Hut und Stiel. Der blass oder leuchtend gelbe bis ockerfarbene Hut steht im deutlichen Kontrast zu den jung lila-violett gefärbten Lamellen. Weitere typische Eigenschaften sind der durch den gelblichen Schleim mehr oder weniger genatterte Stiel, das mild schmeckende Fleisch und die fast kugeligen Sporen. Der Mykorrhizapilz ist mit verschiedenen Laubbäumen, meist aber mit Birken vergesellschaftet. Die Fruchtkörper erscheinen von August bis Oktober in Laub- und Nadelwäldern. Der Schleimfuß ist bedingt essbar.

## Merkmale

### Makroskopische Merkmale
Der Hut hat einen Durchmesser von 3–6 (8) cm. Er bleibt jung lange halbkugelig und ist später flach gewölbt und oft gebuckelt. Die Oberfläche ist kahl, glatt und feucht schleimig-schmierig. Trocken ist sie seidig-faserig. Der Hut ist gelblich, gelbbräunlich bis ockergelb gefärbt und hat manchmal einen leicht grünlichen Stich. Im Alter wird er trübocker oder verblasst.
Die Lamellen sind mehr oder weniger gerade am Stiel angewachsen. Sie stehen gedrängt, sind untermischt und nur jung schön blauviolettlich gefärbt. Schon bald verfärben sie sich durch das rostbräunliche Sporenpulver gelbbraun bis zimtbräunlich.
Der zylindrische bis leicht keulige Stiel ist 5–10 cm lang und 1–1,5 cm breit. In der Jugend ist er innen ausgestopft, im Alter wird er hohl. Die Stielrinde ist schleimig, glänzend, weißlich und unterhalb der Velumzone durch den gelblichen Schleim oft mehr oder weniger genattert. An der Stielspitze oberhalb der Cortina hat er einen bläulichen Hauch.
Das Fleisch ist weißlich bis blassgelb und in der Stielspitze violettlich-bläulich. Beim Reiben riecht es schwach rettichartig. Es schmeckt mild, doch kann es in der Huthaut manchmal auch bitterlich schmecken.

### Mikroskopische Merkmale

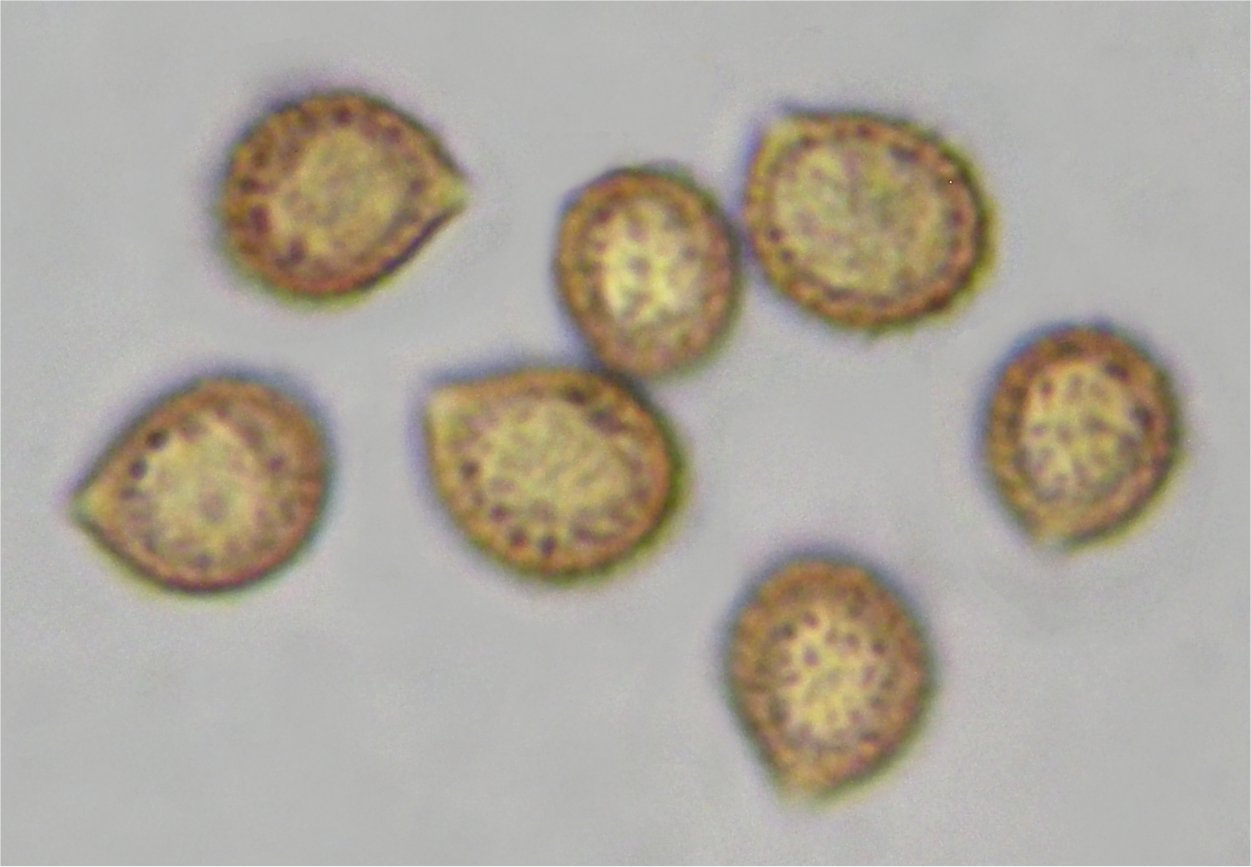
Typisch für C. delibutus sind die fast runden Sporen

Die Sporen sind rundlich bis breit oval und fein punktiert. Sie messen 7–9,5 × 6–8 µm. Die Cheilozystiden sind unauffällig und fallen kaum auf.

## Artabgrenzung
Junge Exemplare des Blaublättrigen Schleimfußes sind kaum zu verkennen. Die Merkmalskombination aus gelblicher Hutfarbe, intensiv violetten Lamellen und einem schleimigen Hut und Stiel kommt bei sonst keinem anderen Schleierling vor. Auch sein Vorkommen an feuchten, moorigen Stellen ist für die Art typisch. Mikroskopisch sind seine rundlichen Sporen kennzeichnend. Schwierig wird die Bestimmung bei Trockenheit und reifen Fruchtkörpern, da hier die Lamellen durch den Sporenstaub mehr oder weniger braun gefärbt sind und der eingetrocknete Stielschleim manchmal nur zarte natterartige Spuren an der Stieloberfläche hinterlässt. (Hier ist es ratsam, den Stiel nachträglich zu befeuchten.) Dann kann der Pilz mit einer Reihe von anderen Schleierlingen und Schleimköpfen verwechselt werden.
Recht ähnlich sieht der sehr bitter schmeckende Gallige Schleimfuß (Thaxterogaster vibratilis) aus. Dieser hat ebenfalls einen gelblich gefärbten Hut und einen weißen Stiel. Doch bei ihm sind die Sporen länglich.

## Ökologie und Verbreitung

Europäische Länder mit Fundnachweisen des Lilablättrign Schleimfußs.
Legende:
Länder mit Fundmeldungen
Länder ohne Nachweise
keine Daten
außereuropäische Länder

Der Pilz ist nahezu in ganz Europa verbreitet und einer der häufigsten Schleimfüße. Im Süden findet man ihn von Spanien bis Bulgarien und der Ukraine im Südosten. Im Norden ist er in ganz Fennoskandinavien verbreitet und wurde auch auf Grönland und auf Spitzbergen nachgewiesen. In Norwegen findet man ihn bis zum Nordkap. In Großbritannien und der irischen Insel ist er weit verbreitet, aber sehr zerstreut bis selten. In den Niederlanden hingegen ist der Schleimfuß häufig. In den Alpenländern Liechtenstein, Österreich und der Schweiz sowie in Deutschland ist er weit verbreitet bis häufig.
Man findet den Mykorrhizapilz sowohl in Laub- als auch in Nadelwäldern. Die Fruchtkörper erscheinen von August bis Oktober, selten auch noch im November. Der Pilz wächst nahezu auf allen Böden, sowohl über Kalk als auch über Silikatgestein. Angeblich soll er eine gewisse Vorliebe für saure Böden haben. Der Schleimfuß ist oft mit Birken, Haselnuss und Buchen vergesellschaftet, seltener auch mit Eichen. Sein wichtigster Mykorrhizapartner dürfte aber die Birke sein. Er wächst besonders gern an feuchten Stellen unter eingestreuten Birken oder in Feuchtgebieten unter Birken und Erlen. Der höchstgelegene Fundort liegt in der Schweiz auf 2210 m NN, in Österreich findet man ihn noch über 1700 m. Die optimale Jahresdurchschnittstemperatur liegt bei 7 °C, die Maximaltemperatur bei 9 °C.

## Systematik
Der Schleimfuß wurde 1838 durch Elias Magnus Fries erstmals wissenschaftlich beschrieben.
Als heterotypische Synonyme gelten Cortinarius suratus Fr., Cortinarius fulvoluteus Britzelm. und Cortinarius naevosus Fr.
Der Schleimfuß steht in der Sektion Delibuti, die früher zur Untergattung Myxacium gezählt wurde. Phylogenetische Untersuchungen zeigten, dass Arten der Sektion Delibuti vermutlich nahe mit Arten der Sektion Camphorati verwandt sind, die innerhalb der Untergattung Cortinarius subgen. Camphorati stehen. Deshalb zählt auch Cortinarius salor vermutlich zu dieser Untergattung, auch wenn der Stammbaum ohne Unterstützung erstellt wurde und weitere Forschungen diese Einordnung noch bestätigen müssen (Stand 2022).

## Bedeutung
Laut Marcel Bon ist der Schleierling essbar, andere Autoren bezeichnen ihn als ungenießbar.